# Назарово (Толмачевское сельское поселение)
Назарово — деревня Лихославльского района Тверской области России. Относится к Толмачёвскому сельскому поселению.

## География
Деревня расположена в 13 км на северо-восток от центра поселения села Толмачи и в 57 км на северо-восток от города Лихославль.

## История
В 1830 году в селе была построена каменная Петропавловская церковь, метрические книги с 1810 года.
В конце XIX — начале XX века село входило в состав Козловской волости Вышневолоцкого уезда Тверской губернии.
С 1929 года деревня являлась центром Назаровского сельсовета Толмачевского (Новокарельского) района Тверского округа Московской области, с 1935 года — в составе Калининской области, с 1956 года — в составе Лихославльского района, с 2005 года — в составе Толмачёвского сельского поселения.
В 1931 году в деревне создан колхоз "Красная заря". С 1965 года Назарово - центральная усадьба совхоза "Новокарельский". В 1979 году Назарово было объединено с упразднённой деревней Горохово (Лаптево). 
До 2012 года в деревне действовала Назаровская основна общеобразовательная школа.

## Население
| 1859 | 1920 | 1997 | 2002 | 2010 |
| ---- | ---- | ---- | ---- | ---- |
| 191  | ↗321 | ↘232 | ↘160 | ↘131 |

По переписи 1989 года в Назарово 62% жителей - карелы, 28% - русские.

## Достопримечательности
В селе расположена действующая Церковь Петра и Павла (1830).